# Zveri
Zveri (znanstveno ime Carnivora) so red sesalcev, ki so večinoma plenilci in torej uživajo meso, poznamo pa tudi vrste, ki so vsejede ali celo pretežno rastlinojede.  Mesojede vrste srečamo v vseh življenjskih okoljih. Prilagoditve na lov pa se kažejo v celotni telesni zgradbi in načinu življenja. Kljub temu obstajajo med vrstami velike razlike, saj med zveri uvrščamo zelo različne predstavnike, kot sta veliki panda in pegasta hijena. Za vse zveri so značilni v derače preobraženi kočniki. Derači so štirje, v vsaki čeljustnici po eden. V moškem spolovilu je kost.

## Prehranjevanje
Medtem ko je orjaški panda skoraj izključno rastlinojedec (čeprav včasih jé ribe ali žuželke), so skoraj vse zveri pretežno mesojede: nekatere, na primer družina mačk, se prehranjujejo skoraj izključno z mesom, druge, kot so medvedi, pa so bolj vsejede.
Zveri imajo značilno obliko lobanje, imajo pa tudi v derače preobražene kočnike. Za večino so značilne močne čeljusti in ostri zobje, saj so plenilci. Tudi okostje je prilagojeno hitremu gibanju za učinkovit lov.

## Lov
Plen zaznajo z vidom, sluhom ali vohom. Ujamejo ga iz zasede, ga zalezujejo in se poženejo v napad, nato pa upehajo in plen ubijejo s stiskom v goltanec ali z zlomom hrbtenjače. Lovijo v krdelu ali pa samotarsko.

## Življenje
Nekatere zveri živijo v krdelu, v njem imajo zapletene odnose, sestava krdel je pa zelo različna. Sporazumevajo se z vonjalnimi sporočili (oznaka teritorija), vidnimi znaki in oglašanjem.

## Klasifikacija
Red zveri obsega dva podreda: mačkam in psom podobne zveri, obe pa se delita na skupaj 6-17 družin in 138 vrst.
- Podred Caniformia (psom podobne zveri) 
  - psi (volk, lisica, šakal, kojot, hijenski pes, rakunasti pes ali enok, domači pes, dingo...
  - medvedi
  - (mačji panda)
  - kune (podlasica, kune, dihur, jazbec, medarski in ameriški jazbeci, skunk, minki, vidra, rosomah; koati ali nosati medved...)
  - rakuni
- Podred Feliformia (mačkam podobne zveri) 
  - cibetovke Viverridae
  - ihneumoni (mungo...)  mangusta, surikata, vidrovka, musang, zvijavt, linsang, ženeta ??
  - hijene in
  - mačke

novejše klasifikacije na osnovi molekularnih filogenetskih raziskav uvrščajo med psom podobne zveri kot posebno naddružino tudi: 
- plavutonožce s tremi družinami (pravi tjulnji, uhati tjuljnji s poddužino morskih levov in mroži)